# Pycnogonum arbustum
Pycnogonum arbustum is een zeespin uit de familie Pycnogonidae. De soort behoort tot het geslacht Pycnogonum. Pycnogonum arbustum werd in 1966 voor het eerst wetenschappelijk beschreven door Stock. 